# Recarei
Recarei é uma vila portuguesa sede da Freguesia de Recarei do Município de Paredes, freguesia com 14,9 km² de área e 4479 habitantes (censo de 2021), tendo, assim, uma densidade populacional de 300,6 hab./km².
Recarei foi elevada à categoria de vila em 1 de julho de 2003.

## Demografia
A população registada nos censos foi:
| Distribuição da População por Grupos Etários | Distribuição da População por Grupos Etários | Distribuição da População por Grupos Etários | Distribuição da População por Grupos Etários | Distribuição da População por Grupos Etários |
| -------------------------------------------- | -------------------------------------------- | -------------------------------------------- | -------------------------------------------- | -------------------------------------------- |
| Ano                                          | 0-14 Anos                                    | 15-24 Anos                                   | 25-64 Anos                                   | > 65 Anos                                    |
| 2001                                         | 891                                          | 748                                          | 2587                                         | 460                                          |
| 2011                                         | 742                                          | 577                                          | 2707                                         | 605                                          |
| 2021                                         | 558                                          | 526                                          | 2472                                         | 923                                          |

## Topónimo
A origem etimológica da denominação Recarei deriva precisamente de um nome de origem germânica, Recaredo (segundo Pinho Leal “Recarei é corruptela de Recaredo, nome próprio de homem que hoje se escreve e pronuncia Ricardo”). O documento (Projecto-Lei nº678/VIII) de elevação de Recarei a vila, apresentado por um grupo de deputados do PSD,faz uma introdução histórica onde refere que: “Citado por diversas vezes, e por vários autores, Recarei é mesmo - está confirmado - um topónimo de origem germânica.”

## Heráldica
Ordenação heráldica do brasão e bandeira publicada no Diário da República, III Série de 20 de setembro de 2004, número 222, pág. 21130, segundo o parecer da Comissão de Heráldica da Associação de Arqueólogos Portugueses datado de 18 de março de 2004 e estabelecido na sessão da assembleia de freguesia a 29 de junho de 2004.
- Brasão: Armas - Escudo de prata, ponte de um arco de vermelho, lavrada do primeiro, movente dos flancos e assente num pé de três faixetas ondadas de azul e prata; em chefe, três espadelas de azul postas em pala e alinhadas em faixa. Coroa mural de prata de quatro torres. Listel branco com a legenda a negro, em maiúsculas: RECAREI.
- Bandeira - Esquartelada de vermelho e branco, cordões e borlas de prata e vermelho. Haste e lança de ouro.

## História
A povoação de Recarei, hoje freguesia do Concelho de Paredes, é muito antiga e a sua origem remonta pelo menos ao século XIII. Esta localidade aparece já referenciada numa tabela constante do livro “Freguesias da Diocese do Porto” do Pe. Domingos A. Moreira como sendo curato do arcediagado de Aguiar de Sousa já no século XII. Durante um período que se encontra ainda por determinar, ou por balizar cronologicamente, os lugares que hoje compõem a freguesia de Recarei estiveram até meados do século XIX anexados à freguesia vizinha de Sobreira. O decreto régio que em 1855 desanexara de forma definitiva tais povoações, constituindo-as como freguesia e paróquia autónomas, refere que o templo paroquial aí existente - tendo como padroeira Nossa Senhora do Bom Despacho - "já em outro tempo serviu de parochia", o que parece indicar a relativa autonomia - pelo menos do ponto de vista religioso ou paroquial - que Recarei teve muito antes de 1855. Parece ainda apontar nesse mesmo sentido o tratamento formal dado à localidade em documentos antigos (tributários p. ex.), onde Recarei e seus lugares ao invés de surgirem inseridos nas partes relativas à paróquia/freguesia de Sobreira, surgem antes com organização formal própria, como se se tratasse de uma localidade igualmente autónoma e independente.
A História desta freguesia - hoje "Vila" - encontra-se intimamente ligada às comunidades monásticas de Cete e de Paço de Sousa, ou não fossem estas as maiores proprietárias dos prédios urbanos e rústicos existentes em Recarei até à extinção das Ordens Religiosas. Não admira, por isso, que o primeiro padroeiro de que há registo nesta localidade tenha sido a invocação cristológica que ainda hoje preside à comunidade paroquial de Paço de Sousa: São Salvador. A invocação como titular ou padroeiro da ermida medieval outrora edificada no “lugar da Costa de Recarei” - de que não resta vestígio, erguendo-se hoje no local a igreja paroquial (remodelada profundamente no século XX) - não chegaria contudo ao século XIX, pois já em 1758 se dava conta da invocação da “Senhora do Bom Despacho, Santa Águeda e Santa Apolónia” apesar de, em data posterior, o livro dos “Títulos do Arcediagado de Aguiar de Souza anexo ao Deado do Porto” (1796) nos relatar que a “Cappella S. Salvatoris de Requerey” estava anexa à “Ecclesia S. Petri de Sovereira” e pagava ao bispado “De cera unam libram, de mortuariy 3 maravetinos, de milio 3 sextarios”.
No século XIX, Recarei foi local de passagem - e de paragem - das tropas conflituantes na Guerra Civil (1828-1834), designadamente no decurso das operações militares do memorável Cerco do Porto. Foi nesta localidade que, segundo Simão Soriano, o coronel George Lloyd Hodges recebeu a informação de que as tropas leais a D. Miguel - absolutistas - haviam atravessado o Rio Douro sob as ordens do Visconde de Montalegre. Foi também aqui que pela tarde do dia 20 de Julho de 1832, bivacaram as tropas do 2º Visconde de Santa Marta, facto que, segundo a Grande Enciclopédia Portuguesa e Brasileira, constituiu uma grave ameaça para a cidade do Porto, na altura já ocupada pelas tropas leais a D. Pedro. Três dias depois, a pouca distância de Recarei, dar-se-ia a famosa Batalha de Ponte Ferreira, de que nenhuma das partes em confronto terá saído verdadeiramente vencedora. Ainda no âmbito destas movimentações militares, mais concretamente no dia 6 de Agosto seguinte, o Visconde da Régua decide estabelecer em Recarei o seu quartel-general.
Nesta altura (década de 30 do século XIX), os lugares de Recarei estavam já - não há dúvidas - anexados à freguesia e paróquia de Sobreira, mas de resto por muito pouco tempo. As povoações da zona geográfica mais a oeste da freguesia sobreirense arvoram-se em entidade administrativa autónoma nos anos de 1855 (freguesia) e 1856 (paróquia), facto que é facilmente explicável por três factores: a progressiva autonomia quanto a serviço pastoral e centralidade religiosa (com centro de culto, cura e missa regular); crescimento demográfico, associado ao primeiro factor e que já permitia reunir uma côngrua que sustentasse pároco próprio (a população dos lugares de Recarei já equivalia aos demais da restante freguesia da Sobreira); isolamento, ou dificuldades de comunicação, devido à distância e à intransitabilidade de caminhos rudimentares e cortados por cursos de água entre os lugares de Recarei e a igreja, ou centro, de Sobreira. Assim o comprova o teor do decreto de 27 de Novembro de 1855 passado pelo Rei D. Pedro V e que cria a freguesia, bem como o decreto episcopal de 1 de Fevereiro de 1856 que cria a paróquia.
Importa ainda referir que aquando da fundação - ou «refundação» - desta localidade, tal acontecera já no Concelho de Paredes. Recorde-se que este concelho fora criado apenas em 1836, sendo que até então todas as suas freguesias, bem como grande parte das terras dos concelhos confinantes se encontravam inseridas no vasto e histórico concelho/julgado de Aguiar de Sousa, entretanto extinto.
No dia 1 de julho de 2003, Recarei foi elevada à categoria de vila.

## Resultados eleitorais

### Eleições autárquicas (Junta de Freguesia)
| Partidos     | %    | M    | %    | M    | %    | M    | %    | M    | %    | M    | %    | M    | %    | M    | %    | M    | %    | M    | %    | M    | %    | M    |
| Partidos     | 1976 | 1976 | 1979 | 1979 | 1982 | 1982 | 1985 | 1985 | 1989 | 1989 | 1993 | 1993 | 1997 | 1997 | 2001 | 2001 | 2005 | 2005 | 2009 | 2009 | 2013 | 2013 |
| ------------ | ---- | ---- | ---- | ---- | ---- | ---- | ---- | ---- | ---- | ---- | ---- | ---- | ---- | ---- | ---- | ---- | ---- | ---- | ---- | ---- | ---- | ---- |
| PS           | 35,6 | 4    | 34,2 | 5    | 44,3 | 6    | 25,0 | 2    | 41,2 | 4    | 59,3 | 6    | 20,8 | 2    | 21,3 | 2    | 19,7 | 2    | 21,8 | 2    | 36,8 | 4    |
| PPD/PSD      | 32,7 | 3    | 33,5 | 4    | 28,1 | 4    | 42,2 | 4    | 39,4 | 4    | 27,9 | 3    | 30,2 | 3    | 41,1 | 4    | 61,0 | 6    | 55,0 | 6    | 25,8 | 3    |
| CDS-PP       | 16,2 | 1    | 14,8 | 2    | 9,8  | 1    | 18,3 | 2    | 6,5  | -    | 3,2  | -    |      |      |      |      |      |      | 4,7  | -    | 5,4  | -    |
| FEPU/APU/CDU | 13,1 | 1    | 16,0 | 2    | 15,4 | 2    | 12,8 | 1    | 10,2 | 1    | 7,2  | -    | 10,0 | 1    | 10,8 | 1    | 13,0 | 1    | 15,5 | 1    | 24,9 | 2    |
| IND          |      |      |      |      |      |      |      |      |      |      |      |      | 32,5 | 3    | 16,7 | 2    |      |      |      |      |      |      |

## Património arquitectónico
Constam do projecto-lei aprovado por unanimidade na Assembleia da República a 1 de Julho de 2003 como principal património histórico-cultural:
- Cruzes do Calvário
- Capelas de Terronhas (século XVIII) e Bustelo (século XVII), remodeladas no século XX.
- Ponte do Cabouco (século XIX)

## Património natural
Sobreiro do Calvário-Aprovada por Decreto-Lei: Árvore de Interesse Público D.R. 23 II série de 27 de Janeiro de 1967. (Classificação entretanto revogada).

## Equipamentos sociais
É servida bem de perto por uma estação de comboios (Estação de Recarei-Sobreira) e possui dois apeadeiros (Trancoso e Terronhas) dentro da freguesia, possui serviços de transportes particulares, agências bancárias, farmácia, dois estabelecimentos de ensino pré-escolar e quatro escolas de ensino básico, possui um movimento associativo rico e variado, proliferando diversas colectividades de natureza cultural, recreativa, desportiva e juvenil. Desportivamente Recarei tem hoje uma piscina com dimensões semi-olímpicas (Piscina Municipal Rota dos Móveis - Recarei), um ringue gimnodesportivo, um clube de futebol, várias associações e um clube de Caça e Pesca com sede e campo de tiro.

## Lugares
- Alegrete
- Além-do-Rio
- Bustelo
- Lamela
- Seixagude
- Terronhas
- Portela
- Várzea
- Trás-de-Várzea
- Costa
- Cabido
- Valvide
- Valteve
- Orengas
- Rochão
- Outeiro

## Colectividades
- Academia Utopia das Artes
- Associação para o Desenvolvimento do Lugar de Bustelo
- Casa do Povo de Recarei
- Centro Social Paroquial de Recarei
- Clube de Caça e Pesca do Vale do Sousa
- Conferência de S. Vicente de Paulo
- POVAR - Cooperativa Água ao Domicílio
- Rancho Folclórico da Casa do Povo de Recarei
- Sport Clube Nun’Álvares
- Vasco da Gama Futebol Clube